# Carbonado
Il carbonado, chiamato anche diamante nero, è un diamante policristallino che si presenta nero e formato da granuli altamente porosi.
Viene estratto pressoché esclusivamente da miniere nella Repubblica Centrafricana e in Brasile, dove non è mai associato alla kimberlite, il minerale che è la tipica sorgente dei diamanti naturali.

## Caratteristiche
L'analisi degli isotopi del piombo presenti nel minerale di origine sembra documentare una cristallizzazione avvenuta circa tre miliardi di anni fa, anche se è presente anche in rocce sedimentarie più recenti.
A differenza di altri diamanti policristallini naturali, il carbonado non ha inclusioni che originano dal mantello e il suo valore di isotopo del carbonio è molto basso, con una ridotta presenza di carbonio-13 rispetto al carbonio-12 se paragonato con i diamanti naturali.
Mostra una forte luminescenza (fotoluminescenza e catodoluminescenza) indotta dall'azoto e collegata alla vacanza reticolare di alcuni atomi nella struttura cristallina. L'analisi della luminescenza presente attorno alle inclusioni radioattive, suggerisce un'esposizione alle radiazioni avvenuta successivamente alla formazione del carbonado.
Queste tipologie di diamanti sono utilizzate in diversi modelli e creazioni nell'industria dei gioielli ma trovano più frequentemente applicazione nel settore industriale.

### Durezza
La struttura policristallina del Carbonado lo rende più resistente di un diamante monocristallino. Ha la stessa durezza di altri tipi di diamante, ma è molto più tenace. La sua struttura policristallina consente a un singolo granulo abrasivo di presentare molteplici orientamenti cristallografici del cristallo di diamante sulla superficie di taglio, e l'orientamento più duro determina il taglio più aggressivo.
Gli utensili da taglio realizzati con il Carbonado durano più a lungo e richiedono meno manutenzione. Il Carbonado fu riconosciuto come abrasivo nel XIX secolo ed era più apprezzato per la sua efficacia di taglio e rettifica rispetto ad altre varietà di diamante. Il problema del Carbonado è la sua rarità. Si trova solo in due paesi e la produzione mondiale totale è stata di poche tonnellate. Il Carbonado non è una materia prima importante nel mercato abrasivo odierno.
Alla fine del XIX secolo, quando la De Beers stava sviluppando le sue miniere di diamanti in Sudafrica, preferiva il Carbonado ai propri diamanti per la perforazione.  Gardner F. Williams, direttore generale della De Beers Consolidated Mines, Ltd. si è lamentato: "Il minerale tondo o pallini si trova nelle miniere di Kimberley ed è molto prezioso per l'uso nella perforazione di diamanti poiché il carbonado brasiliano è diventato così scarso."

## Ipotesi sulle origini
L'origine del carbonado è controversa e alcune ipotesi proposte sono le seguenti:
1. Conversione diretta del carbonio organico in condizioni di alta pressione all'interno della Terra, l'ipotesi più comune per la formazione dei diamanti.
2. Metamorfismo da shock indotto dall'impatto meteoritico sulla superficie terrestre.
3. Formazione di diamanti indotta dalle radiazioni per fissione spontanea di uranio e torio.
4. Formazione locale accumulata in sedimenti ricchi di sostanza organica ridotta nel corso di lunghi periodi geologici a causa di processi pirometamorfici rapidi associati a fulmini di lunga durata di tipo superbolt, noti per avere una distribuzione globale simile ai depositi di diamantite di carbonado a quote simili.
5. Formazione all'interno di una stella gigante di precedente generazione nella nostra area, che molto tempo fa esplose in una supernova.
6. Un'origine nello spazio interstellare, dovuta all'impatto di un asteroide, piuttosto che all'esplosione dall'interno di una stella.
L'origine del carbonado è ancora oggetto di dibattito.

### Ipotesi sulle origini extraterrestri
I sostenitori dell'origine extraterrestre del carbonado, come Stephen Haggerty, propongono che la loro fonte materiale sia stata una supernova verificatasi almeno 3,8 miliardi di anni fa. Dopo essersi fusa e aver vagato nello spazio per circa un miliardo e mezzo di anni, una grande massa cadde sulla Terra sotto forma di meteorite circa 2,3 miliardi di anni fa. Probabilmente si frammentò durante l'ingresso nell'atmosfera terrestre e impattò in una regione che molto più tardi si sarebbe divisa in Brasile e nella Repubblica Centrafricana, presumibilmente le uniche due località note di giacimenti di diamanti carbonado.
La presenza di osbornite, che si forma solo in condizioni molto riducenti e a temperature molto elevate, suggerisce un'origine extraterrestre.

## Diamante tagliato più grande
Il diamante nero tagliato più grande del mondo è un carbonado chiamato "The Enigma", dal peso di 555,55 carati.